# Ньюман, Рэнди
Рэ́ндалл Стю́арт Нью́ман (англ. Randall Stuart Newman; род. 28 ноября 1943, Лос-Анджелес) — американский певец, автор песен, аранжировщик и композитор, известный своим стилем пения с южным влиянием, ранними под влиянием американы песнями (часто с едкими или сатирическими текстами) и различной музыкой из фильмов Его самые известные песни как записывающегося исполнителя: «Short People» (1977), «Love L.A.» (1983), и «You’ve Got a Friend in Me» (1995), в то время как другие артисты пользовались большим успехом с кавер-версиями его «Mama Told Me Not to Come» (1966), «I Think It's Going to Rain Today» (1968) and «You Can Leave Your Hat On» (1972).
Ньюман родился в Лос-Анджелесе в большой семье голливудских кинокомпозиторов. Он начал свою карьеру композитора в возрасте 17 лет, сочиняя хиты для таких исполнителей, как The Fleetwoods, Силла Блэк, Джин Питни и the Alan Price Set. В 1968 году он официально дебютировал в качестве сольного исполнителя с альбомом «Randy Newman», спродюсированным Леонардом Варонкером и Ван Дайком Парксом. Четыре альбома Ньюмана не-саундтреков вошли в чарты США: «Sail Away» (1972), «Good Old Boys» (1974), «Little Criminals» (1977), and «Harps and Angels» (2008).
С 1980-х годов Ньюман работал в основном как композитор для фильмов. Он является композитором девяти анимационных фильмов Disney-Pixar, включая все четыре фильма «Истории игрушек» (1995—2019), «Приключения Флика» (1998), оба фильма «Корпорации монстров» (2001—2013), а также первый и третий фильмы «Тачек» (2006, 2017), а также «Джеймс и гигантский персик» Диснея (1996) и «Принцесса и лягушка» (2009). Другие фильмы с его музыкой включают: «Рэгтайм» (1981), «Самородок» (1984), «Пробуждение» (1990), «Плезантвиль» (1998), «Знакомство с родителями» (2000), «Фаворит» (2003) и «Брачная история» (2019).
Ньюман получил двадцать две номинации на премию «Оскар» в категориях «Лучшая музыка к фильму» и «Лучшая песня» и дважды выигрывал в последней категории, что сделало Ньюманов самой номинированной на премию «Оскар» расширенной семьей с 92 коллективными номинациями в различных музыкальных категориях. Он также получил три премии «Эмми», семь премий «Грэмми» и премию губернатора от Академии звукозаписи. В 2007 году он был признан компанией The Walt Disney Company легендой Диснея. Он был введен в Зал славы авторов песен в 2002 году и в Зал славы рок-н-ролла в 2013 году.

## Биография

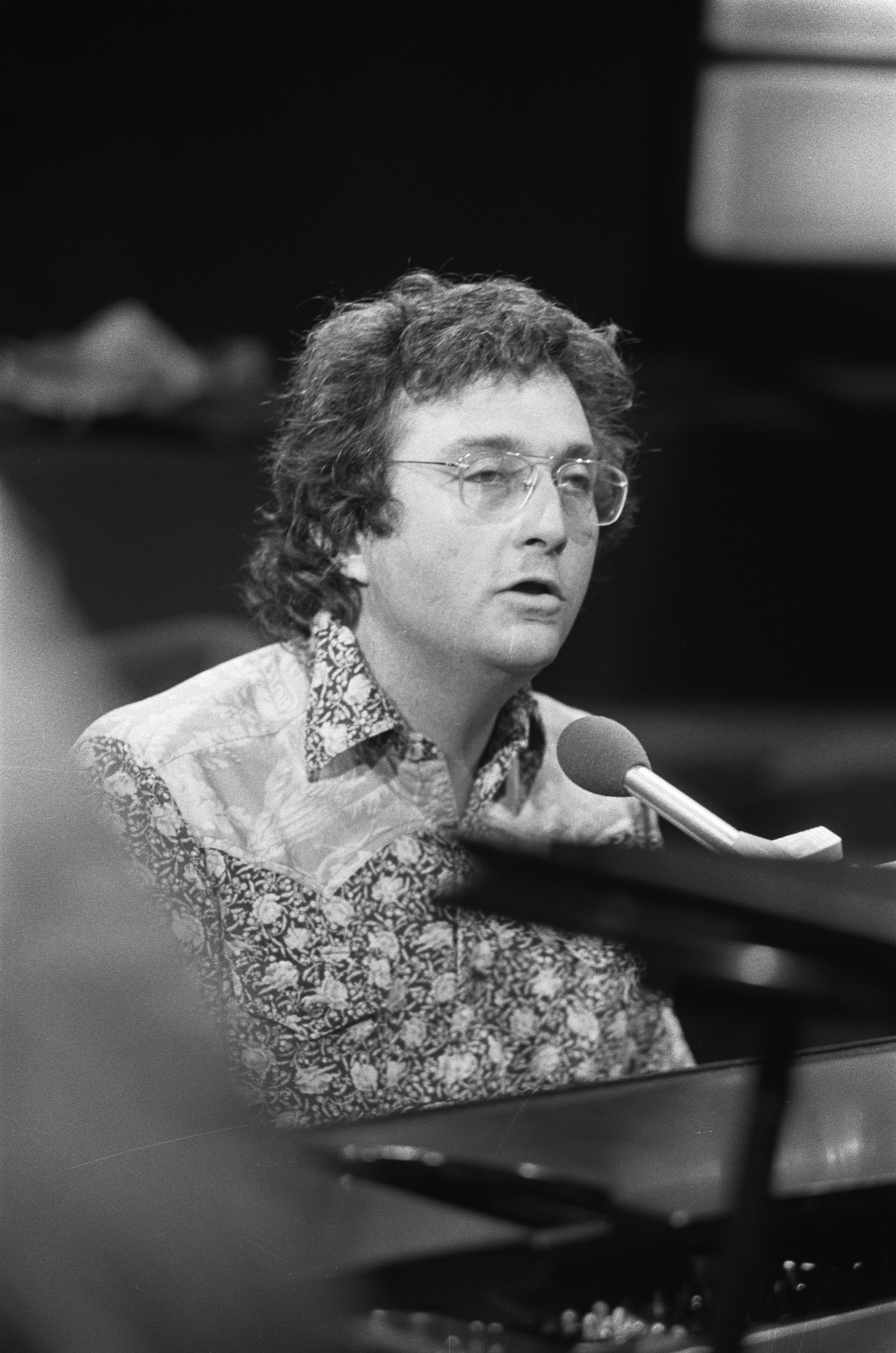
Ньюман в 1975 году

Ньюман родился в 1943 году в Лос-Анджелесе в еврейской семье. Своё детство провёл в Новом Орлеане, штат Луизиана. Окончил Калифорнийский университет в Лос-Анджелесе.
Свой первый музыкальный сингл, озаглавленный как «Golden Gridiron Boy», Ньюман выпустил в 1961 году. Однако его первая работа потерпела неудачу и он сосредоточился на написании песен для исполнителей. В 1968 году музыкант выпустил свой дебютный альбом «Randy Newman». Другой его альбом, «Sail Away» (1972), достиг 163-й строчки в чарте Billboard, а заглавная песня с него впоследствии вошла в репертуар многих музыкантов, в том числе Рэя Чарльза и Линды Ронстадт.
В 1971 году Ньюман впервые попробовал себя в роли композитора, написав музыку для сатирической комедии Нормана Лира «Ломка». Также его саундтрек звучит в таких мультипликационных фильмах студии Pixar, как «История игрушек», «Приключения Флика», «История игрушек 2», «История игрушек 3» и «Корпорация монстров». Автор всемирно известной песни «You Can Leave Your Hat On», использованной в фильме Эдриана Лайнa «Девять с половиной недель» в исполнении Джо Кокера. Рэндалл Ньюмен является обладателем двух Оскаров — за композицию «If I Didn’t Have You» («Корпорация монстров») в 2002 году и «We Belong Together» («История игрушек: Большой побег») в 2011. В своей коллекции наград Ньюман имеет также четыре премии «Грэмми», две «Эмми» и три «Энни». В 2002 году он также был включён в Зал славы Поэтов-песенников.

## Дискография

### Альбомы
- 1968 — Randy Newman
- 1970 — 12 Songs
- 1971 — Randy Newman Live
- 1972 — Sail Away
- 1974 — Good Old Boys
- 1977 — Little Criminals
- 1979 — Born Again
- 1983 — Trouble in Paradise
- 1988 — Land of Dreams
- 1993 — Randy Newman’s Faust
- 1999 — Bad Love
- 2008 — Harps and Angels
- 2017 — Dark Matter

### Саундтреки
- 1971 — Ломка
- 1981 — Рэгтайм
- 1984 — Самородок
- 1986 — Три амиго
- 1987 — За бортом
- 1989 — Родители
- 1990 — Авалон
- 1990 — Пробуждение
- 1994 — Мэверик
- 1994 — Газета
- 1995 — История игрушек
- 1996 — Джеймс и гигантский персик
- 1996 — Майкл
- 1997 — Коты не танцуют
- 1998 — Приключения Флика
- 1998 — Плезантвиль
- 1999 — История игрушек 2
- 2000 — Знакомство с родителями
- 2001 — Корпорация монстров
- 2003 — Фаворит
- 2004 — Знакомство с Факерами
- 2004 — Детектив Монк (Дефективный детектив, сериал)
- 2006 — Тачки
- 2008 — Любовь вне правил
- 2009 — Принцесса и лягушка
- 2010 — История игрушек 3
- 2013 — Университет монстров
- 2017 — Тачки 3
- 2019 — История игрушек 4
- 2019 — Брачная история